# Возилівська сільська рада
Вози́лівська сільська́ ра́да — адміністративно-територіальна одиниця та орган місцевого самоврядування в Бучацькому районі Тернопільської області. Адміністративний центр — село Возилів.

## Загальні відомості
Возилівська сільська рада утворена 24 березня 1994 року.
- Територія ради: 8,44 км²
- Населення ради: 1 204 особи (станом на 2001 рік)
- Територією ради протікає річка Дністер

## Населені пункти
Сільській раді були підпорядковані населені пункти:
- с. Возилів

## Склад ради
Рада складалася з 16 депутатів та голови.
- Голова ради: Сеник Василь Васильович
- Секретар ради: Пасенчук Галина Іванівна

### Керівний склад попередніх скликань
| Прізвище, ім'я, по батькові | Основні відомості                                                                                  | Дата обрання | Дата звільнення |
| --------------------------- | -------------------------------------------------------------------------------------------------- | ------------ | --------------- |
| Павлюк Ярослав Михайлович   | Сільський голова, 1980 року народження                                                             | 26.03.2006   | 01.02.2008      |
| Слободян Іван Васильович    | Сільський голова, 1967 року народження, член Всеукраїнського об'єднання «Батьківщина»              | 01.06.2008   | 31.10.2010      |
| Сеник Василь Васильович     | Сільський голова, 1962 року народження, освіта вища, член Всеукраїнського об'єднання «Батьківщина» | 25.05.2014   |                 |

Примітка: таблиця складена за даними сайту Верховної Ради України

### Депутати
За результатами місцевих виборів 2010 року депутатами ради стали:

#### За суб'єктами висування
| Суб'єкт висування | Кількість обраних депутатів | %   |
| ----------------- | --------------------------- | --- |
| Самовисування     | 16                          | 100 |

#### За округами
| № округу | Прізвище, ім'я, по батькові     | Дата визнання обраним | Освіта             | Партійна приналежність                        | Відомості про обраного депутата                                   |
| -------- | ------------------------------- | --------------------- | ------------------ | --------------------------------------------- | ----------------------------------------------------------------- |
| 1        | Фецич Галина Василівна          | 05.11.2010            | середня спеціальна | позапартійна                                  | Возилівська сільська рада, земле-впорядник                        |
| 2        | Джердж Борис Ількович           | 05.11.2010            | середня спеціальна | позапартійний                                 | Золотопотіцька загальноосвітня школа І-ІІІ ст., оператор котельні |
| 3        | Джердж Іван Васильович          | 05.11.2010            | середня спеціальна | позапартійний                                 | тимчасово не працює                                               |
| 4        | Пасенчук Галина Іванівна        | 05.11.2010            | середня            | член Народного Руху України                   | Возилівська сільська рада, секретар                               |
| 5        | Фещак Михайло Васильович        | 05.11.2010            | середня спеціальна | позапартійний                                 | тимчасово не працює                                               |
| 6        | Федорівський Михайло Васильович | 05.11.2010            | середня спеціальна | позапартійний                                 | тимчасово не працює                                               |
| 7        | Карач Любомир Васильович        | 05.11.2010            | середня спеціальна | позапартійний                                 | Гусятинська ЦРЛ, фельдшер                                         |
| 8        | Погрібний Іван Васильович       | 05.11.2010            | середня            | позапартійний                                 | тимчасово не працює                                               |
| 9        | Іванишин Надія Михайлівна       | 05.11.2010            | середня спеціальна | позапартійна                                  | Рембуддільниця «Ястрем» м. Бучач, робітник                        |
| 10       | Бубнів Оксана Михайлівна        | 05.11.2010            | незакінчена вища   | позапартійна                                  | Прикарпатський національний університет ім. В. Стефаника, студент |
| 11       | Павлюк Надія Миколаївна         | 05.11.2010            | середня спеціальна | позапартійна                                  | БучацькийТериторіальний центр, соціальний робітник                |
| 12       | Фещак Володимир Григорович      | 05.11.2010            | середня            | позапартійний                                 | Возилівська загальноосвітня школа І-ІІ ст., робітник              |
| 13       | Слободян Михайло Михайлович     | 05.11.2010            | середня спеціальна | позапартійний                                 | ФГ "Кадуб"с. Сновидів, робітник                                   |
| 14       | Джердж Марія Михайлівна         | 05.11.2010            | середня спеціальна | позапартійна                                  | тимчасово не працює                                               |
| 15       | Слободян Ігор Васильович        | 05.11.2010            | середня спеціальна | член Всеукраїнського об'єднання «Батьківщина» | Золотопотіцька РКЛ, ренгент-лаборант                              |
| 16       | Войтович Ольга Романівна        | 05.11.2010            | середня спеціальна | член Всеукраїнського об'єднання «Батьківщина» | Рублинська загальноосвітня школа І ст., вчитель                   |